# Lon (Vallelaghi)
Lon è una frazione del comune di Vallelaghi in provincia autonoma di Trento.

## Storia
Lon è stato un comune italiano istituito nel 1920 in seguito all'annessione della Venezia Tridentina al Regno d'Italia. Nel 1928 è stato aggregato al comune di Vezzano che, dal 1º gennaio 2016, assieme agli ex-comuni di Padergnone e Terlago, forma il comune di Vallelaghi.